# Mahmud Taymur
Mahmud Taymur (in arabo محمود تيمور‎?; Il Cairo, 16 giugno 1894 – Losanna, 25 agosto 1973) è stato uno scrittore egiziano.
Considerato uno dei fondatori del romanzo egiziano e del teatro arabo, Maḥmūd Taymūr fu autore di romanzi e racconti, opere teatrali, raccolte di viaggio, articoli e studi di linguistica e letteratura araba.

## Ambiente familiare
Era d'origine curda, in quanto il padre era arrivato in Egitto nel 1801 tra le truppe inviate dalla Sublime Porta per combattere Napoleone Bonaparte. I suoi discendenti svolsero un ruolo di primo piano nella vita politica e culturale egiziana. 
Suo nonno era Muḥammad ibn ʿAlī Kurd Taymūr, un ufficiale di Mossul che giunse al grado di generale del nuovo esercito voluto da Mehmet Ali e suo amico e confidente, così come lo fu del figlio e successore Ibrāhīm Pascià. 

Ismāʿīl Taymūr, figlio di Muḥammad, fu segretario di Mehmet Ali, Ibrāhīm Pascià, ʿAbbās Ḥilmī I, Saʿīd e Ismāʿīl e divenne Pascià nel 1919. Bibliofilo, lasciò alla sua morte la sua notevole biblioteca, ricca di manoscritti e ammontante a oltre quattromila libri, che costituisce la Collezione Taymūr della Biblioteca Nazionale del Cairo (la Dār al-kutub). 
Suoi figli furono ʿĀʾisha (1840-1902), poetessa, il già citato Aḥmad Taymūr (1871-1930), appassionato e apprezzato linguista ed esperto di letteratura araba.  Questi fu padre di Maḥmud e di Muḥammad (1892-1921), romanziere, drammaturgo e critico di grande valore, la cui breve vita non gli impedì di assurgere alla massima celebrità in patria e nell'intero mondo arabo.
Fu Muḥammad, di ritorno dalla Francia, a far conoscere al fratello maggiore Guy de Maupassant e il realismo letterario, che lo porterà a scrivere alcuni racconti assai apprezzati ancor oggi per la modernità del loro impianto e per la vivida testimonianza della vita sociale d'allora in Egitto, con toni del tutto estranei alla tendenziale retorica romantica dei tempi.

## Il letterato
La tragica e prematura morte dell'amato fratello convinse Maḥmūd a dedicarsi interamente all'impegno attivo letterario, specie nel campo teatrale, al quale Muḥammad aveva cominciato a fornire i primi esempi del suo grande talento.

Un notevole impatto ebbe su di lui anche la lettura di  al-Ajniḥa al-mutakassira di Khalīl Jibrān, che da New York conduceva il suo forte impegno culturale in letteratura. 
Dal 1925 cominciò appieno la sua attività di scrittore, che proseguì alacremente, quasi ogni anno, con una serie di racconti, col progressivo e sempre maggiore impiego di arabo classico rispetto all'ampio uso di lingua araba parlata messo in atto nei suoi primi scritti (assai apprezzato il racconto Lo Shaykh Ǧumaʿ' del 1925), non sempre con risultati apprezzabili e con una qualche perdita, anzi, della spontaneità dell'ispirazione, in favore di un impianto maggiormente razionalistico e realistico.
La sua fama fu comunque enorme in tutto il mondo arabo. Di lui si parlò sovente come legittimo e degno candidato per il Premio Nobel per la letteratura, così come era avvenuto (altrettanto vanamente) per Ṭāhā Ḥusayn; ma il primo premio nobel per della letteratura araba venne conferito solo nel 1988 a Nagib Mahfuz.

## Opere scelte
- (AR)  Dirāsāt fī l-qiṣṣa wa l-masra, Il Cairo, al-Maṭbaʿa al-namudājiyya,
- (AR)  al-Ayyām al-miʾa wa mashāhid ukhrā / الايام المئة ومشاهد أخرى, Il Cairo, Dār nahḍat Miṣr, 1968.
- (AR)  al-Barūna umm Aḥmad: wa qiṣaṣ ukhrā, Beirut, Maktaba al-asriyya.
- (AR)  Mabud min tīn, Beirut, Maktaba al-asriyya.
- Lo sheikh Giuma e altri racconti, 1925.
- L'amore di Sami, 1938.
- Il sensale della morte, 1951.
- Il richiamo dell'ignoto
- Salwa nel soffio del vento
- Cleopatra a Khan Khalili
- Arrivederci amore